# Vleugels (single)
Vleugels is een single en tevens titeltrack van het eenentwintigste album Vleugels van de meidengroep K3, uitgebracht op 21 september 2022. Het is de vijfde single van K3 in de bezetting van Julia Boschman, Hanne Verbruggen en Marthe De Pillecyn.
Vleugels werd onderdeel van Just Dance 2023 Edition, waarin de leden zelf als dansers verschijnen in een 'VIP Versie'. Omdat Verbruggen op dat moment zwanger was, werd het de eerste Just Dance-map met een zichtbaar zwangere coach.

## Achtergrond
Het nummer werd uitgebracht op 21 september 2022. Op de single werden ook nog de nummers Nooit meer oorlog en Mango Mango toegevoegd. Het nummer gaat over kinderen die het moeilijker hebben dan anderen, maar toch positief in het leven staan. Het lijkt alsof die kinderen vleugels hebben.
Tijdens de tournee Kom erbij! (2022) werd het nummer toegevoegd aan de setlist vanaf 24 september 2022, ter vervanging van de Waterval-reprise.

## Videoclip
De videoclip verscheen op 30 september 2022 om 17.00 uur. Het was de vijfde videoclip van K3 in deze formatie. De meiden beschrijven de beelden als een K3-hemel.